# Schlacht bei Limanowa–Lapanow
1914

Ostpreußische Operation (Stallupönen, Gumbinnen, Tannenberg, Masurische Seen) – Galizien (Kraśnik, Komarów, Gnila Lipa, Lemberg,
Rawa Ruska) – Przemyśl – Weichsel – Krakau – Łódź – Limanowa–Lapanow – Karpaten
1915

Humin – Masuren – Zwinin – Przasnysz – Gorlice-Tarnów – Bug-Offensive – Narew-Offensive – Großer Rückzug – Nowogeorgiewsk – Rowno – Swenziany-Offensive
1916

Naratsch-See – Brussilow-Offensive – Baranowitschi-Offensive
1917

Aa – Kerenski-Offensive (Zborów) – Tarnopol-Offensive – Riga – Unternehmen Albion
1918

Operation Faustschlag – Krim
Die Schlacht bei Limanowa–Lapanow war ein Teil der Karpatenschlacht im Ersten Weltkrieg (1914–1918). Ein österreichisch-ungarischer Gegenangriff konnte in dieser Schlacht vom 1. bis 14. Dezember 1914 die Gefahr eines Einbruches der kaiserlich-russischen Truppen in Nordungarn abwenden. Die Schlacht breitete sich schon ab 8. Dezember vom Kamm der Karpaten aus und bildete damit die Einleitung zu der am 22. Jänner 1915 beginnenden Winterschlacht in den Karpaten.

## Überblick
Die durch die österreichisch-ungarische 4. Armee unter Erzherzogs Joseph Ferdinand (190.000 Mann, dazu 12.000 deutsche Hilfstruppen) gestartete Gegenoffensive gegenüber der russischen 3. Armee (225.000 Mann) unter General Radko Dimitriew verlief erfolgreich. Am Südflügel der Schlacht griffen auch die k.u.k. 3. Armee (Boroević) und die russische 8. Armee (Brussilow) ein. Der vom Generalstabschef, Franz Conrad von Hötzendorf, ab 1. Dezember eingeleitete Gegenangriff war nötig, um einem russischen Durchbruchsversuch mit etwa 125.000 Mann nach Nordungarn vorzubeugen. Die bereits ab 8. Dezember am Gebirgskamm angreifende österreichische 3. Armee war gegenüber der russischen 8. Armee weniger erfolgreich und konnte ihr Angriffsziel – den Entsatz der von der russischen Korpsgruppe Seliwanow eingeschlossenen Festung Przemyśl – nicht erreichen. Der Sieg der mit 90.000 Mann angreifenden Armee-Gruppe des Feldmarschallleutnant Josef Roth war am 10. Dezember durch Eingreifen von russischen Reserven bedroht, eine Frontlücke zwischen der k.u.k. 4. und 3. Armee im Raum Neusandez konnte durch das ungarische Korps des FML. Alexander Szurmay geschlossen werden und führte schließlich zum Rückzug der 3. russischen Armee auf die Linie Dunajec–Gorlice–Tarnów.

## Vorgeschichte

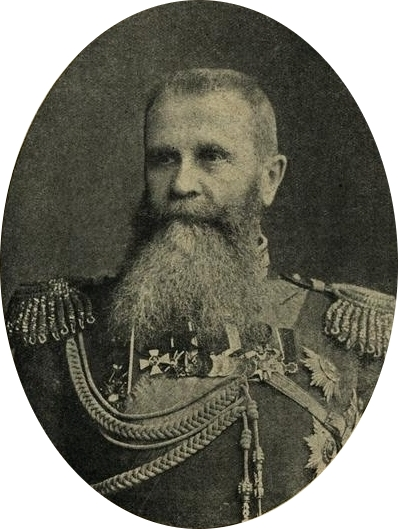
Nikolai Iudowitsch Iwanow

Am 20. November 1914 eröffnete die russische Südwestfront unter Oberbefehlshaber General der Artillerie Nikolai Iudowitsch Iwanow den Angriff südlich von Krakau bis Neusandez, sein Ziel war die Eroberung von Krakau und der Einbruch in Nordungarn. Die russische 3. Armee (Dimitriew) führte vier Korps zwischen Grybow und Neusandez zum Durchbruch gegen die österreichisch-ungarische Front vor. Der nördliche Flügel – das 21. Korps (33. und 44. Infanterie-Division) stand noch östlich Krakau am nördlichen Weichselufer und wurde jetzt zusammen mit dem nördlich anschließenden 10. Korps nach Süden zur Durchbruchstelle nach Neusandez umgruppiert. Das Zentrum – das 11. und 9. Korps – standen am rechten Weichselufer. Das linke Flügelkorps der österreichischen 4. Armee Joseph Ferdinand wurde an der Szreniawa zurückgedrückt, das k.u.k. XVII. Korps (Kritek) warf sich dem russischen XI. Korps entgegen – musste aber auf die Höhen westlich Brzesko zurückgehen. Conrad von Hötzendorf befahl die notwendige Zurückverlegung des VI., XVII. und XI. Korps nach Westgalizien. Feldzeugmeister Karl Kuk, der Stadtgouverneur von Krakau, musste infolge des Rückzugs des k.u.k. XVII. Korps die bedrohte Nordostfront der Festung an der Weichsel alleine mit der 11. Division und Landwehrbrigaden organisieren. Die rechts der 4. Armee anschließende, geschwächte k.u.k. 3. Armee musste ebenfalls dem Druck der russischen 8. Armee (Brussilow) nachgeben und nach Süden auf die Karpatenfront Eperjes, Laborcza-Tal-nördlich Homonna – Uschok-Pass zurückweichen. Dadurch entstand ab 23. November zwischen der 4. und 3. Armee eine etwa 30 km breite Frontlücke.
Ab 24. November brach das russische X. und XXI. Korps zwischen Mezölaborcz – Lapkow in die österreichische Front ein und überschritt mit Vorhut den Karpatenkamm. Dem k.u.k. XI. Korps (Ljubičić), dem an der linken Flanke nach Norden bis Krakau das XVII. Korps (Křitek) als Verstärkung zugeführt wurde, wich bis 25. November über die Wieliczka auf Dobczyce – Sieprow zurück. Am Südflügel bei Dobra deckten die Polnische Legion (FML Durski und Oberst Piłsudski) und die 11. Kavallerie-Division des Generalmajors Julius von Nagy den Rückzug.
Am 28. November traf mit der Bahn bei Chabowka eintreffend das k.u.k. XIV. Armeekorps (Roth) mit der 3. (Generalmajor Horsetzky) und der 8. Division (FML Fabini) an der schwer bedrängten Front zwischen Mszana – Dolna ein, es sollte von Süden aus der Linie Lapanow – Bochnia her zum Gegenstoß in die Flanke der durchgebrochenen XXI. (General Schkinski) und X. Korps (General Protopopow) angesetzt werden. Mit dem Oberbefehl dieser von Conrad von Hötzendorf ausgearbeiteten Umfassung wurde FML Roth betraut, ihm wurden zusätzlich die Führung des XI. Armeekorps (Ljubičić), der nachfolgend in Krakau ausgeladenen 13. Schützendivision (Generalmajor Kreysa) und der deutschen 47. Reserve-Division (12.000 Mann unter Generalleutnant Alfred von Besser) als „Armeegruppe Roth“ übertragen.
Am 29. November ging die russische 3. Armee mit ihrem Zentrum – dem 9. und 11. Korps über Lapanow-Gdow auf die Linie Grabie-Doleczyce vor. Nagys Kavallerie wurde bei Dobra geschlagen und musste über Kasina-Wielka auf Mszana zurückgehen. Der russische Durchbruch über Tymbark drang bereits ins Losinatal ein und bedrohte Neumarkt, auf der Snieznica-Höhe hielt sich Nagys Reiterei bei Gruszowiec. Das russische XI. Korps erreichte Wieliczka, das IX. Korps (General Tscherbatschew) drang die Raba aufwärts gegen Myślenice und Wadowice vor. Am 30. November musste Nagy vor zu starkem feindlichen Druck Dobra räumen und auf Mszana Dolna zurückgehen, wo gerade die Ausladung des XIV. Korps begann. Die 3. Division (Horsetzky) wurde bei Skomielna nördlich Chabówka ausgeladen. Dahinter folgte die 8. Division und die deutsche 47. Reserve-Division nach.

## Beteiligte Streitkräfte

### Österreich-Ungarische Streitkräfte
4. Armee Erzherzog Joseph Ferdinand
- XVII. Korps FML Karl Křitek (19. und 41. Division)
- XI. Korps FML Stephan von Ljubičić (11., 15. und 30. Division)
- XIV. Korps FML Joseph Roth (3., 8. und 13. Division)
- 47. Reserve-Division (Generalleutnant Alfred von Besser)
- VI. Korps FML Arz von Straußenburg (39. und 45. Division)
- Kavallerie-Korps Herberstein (6., 10., 11. Kavallerie-Division)

3. Armee General der Infanterie Svetozar Boroević
- 38. Honved-Division FML Alexander Szurmay
- IX. Korps FML Rudolf Králíček (10. und 26. Division)
- III. Korps General der Infanterie Emil Colerus von Geldern (6., 22. und 28. Division)
- VII. Korps Erzherzog Joseph (17. und 20. Division)

### Russische Truppen
3. Armee General der Infanterie Radko Dimitriew
- XI. Armeekorps General Wladimir Sacharow (11. und 32. Division)
- IX. Armeekorps General Dmitri Schtscherbatschow (5. und 42. Division)
- X. Armeekorps General Nikolaj Protopopow (9. und 31. Division)
- XXI. Armeekorps General Jakow Schkinski (33. und 44. Division)
- 74. Division

8. Armee General der Artillerie Alexei Brussilow
- VIII. Armeekorps General Wladimir Dragomirow (13., 14. und 15. Division)
- XXIV. Armeekorps General Afanassi Zurikow (48. und 49. Division)
- XII. Armeekorps General Leonid Lesch (12. sibirische und 12. und 19. Division)
- VII. Armeekorps General Eduard Eck (34. und 65. Division)

## Der österreichische Gegenangriff

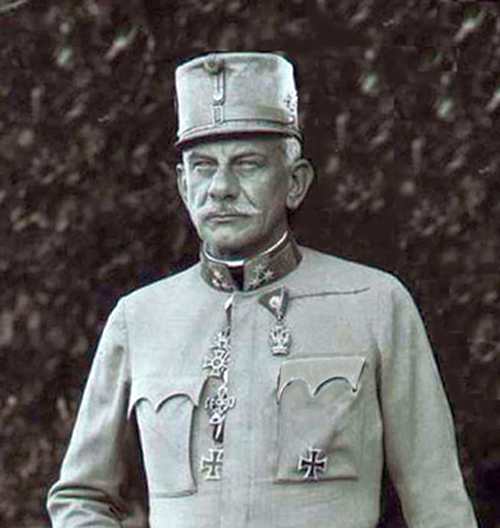
Josef Roth von Limanowa

Am 1. Dezember eröffnete die 13. Schützendivision (Generalmajor von Szekely) zusammen mit dem Kavallerie-Korps Nagy bei Kasina Wielka den Zugang zu dem für den Flankenstoß ausersehenen Raum an der Straße Chabówka – Limanowa. Die russische Kuban-Kosaken-Division wurde bei Dobra geschlagen, das russische IX. Korps wurde von Skrzydlna auf Limanowa zurückgedrängt. Die k.u.k. 3. Division wurde mit der 15. Brigade (Oberst Fisher) nach Porąbka-Dobra vorgezogen, dahinter folgte die 8. Division auf Gruszowiec. Am 2. Dezember wandte sich die 13. Schützendivision nach Norden, während die 3. Infanteriedivision, mit den Reitern Nagys weiter längs der Straße vordrang. Das k.u.k. XI. Korps band derweil das gegenüberliegende russische 11. Korps bei Wiśniowa.
Am 3. Dezember schwenkte die k.u.k. 13. Schützendivision nach Norden auf, eroberte Skrzydlna und erreichte bei Wieliczka die Verbindung zur 30. Division (FML Julius Kaiser), die auf den Stradomka Höhen den rechten Flügel des XI. Korps deckte. Die 6. Kavallerie-Division deckte die nördliche Flanke bei Łapanów. Der Stoß der 8. Infanteriedivision (FML Fabini) besetzte im Laufe des Tages Tymbark und gewann das Łososina-Tal. Die polnische Legion stand vor Rajbrot, dahinter erschien von Dobra her eingreifend die deutsche 47. Reserve-Division.
Feldmarschallleutnant Roth übertrug am 4. Dezember die Sperrung der Straße gegen Neusandez der 11. Honved-Kavalleriedivision, er ließ die K.u.k. 8. Infanterietruppendivision und die deutsche 47. Reserve-Division zum Flankenstoß vorgehen, rechts gedeckt durch die 6. Kavalleriedivision (Generalmajor Schwer). Der Angriff im winterlich verschneiten Bergland über steile und vereiste Hänge gegen die sich immer wieder in günstigen Stellungen zu neuem Widerstand setzenden Russen stellte hohe Anforderungen an die Truppen. Abends war ein Raum von 10 km Tiefe gewonnen, der Südflügel der Gruppe Ljubičić – die 30. Infanteriedivision (FML Kaiser) war jetzt im Anschluss an die 13. Schützendivision im Vorgehen. General Dimitriew reagierte rasch auf die Gefahr, er sammelte alle erlangbaren Truppen zur Unterstützung seines eingedrückten Südflügels und holte auch das seinerzeit über die Weichsel nach Norden verschobene X. Korps eilig über Bochina ins Zentrum seiner Armee zurück. Zugleich sollte die russische 8. Armee mit ihrem rechten Flügel – dem VIII. Korps (General Dragomirow) – scharf über Neusandez auf Limanowa vorstoßen. Dieser Stoß wurde gegen die rechte Flanke und den Rücken der bei Łapanów schwer kämpfenden Angriffsgruppe unter Feldmarschalleutnant Roth angesetzt.
Schon am 5. Dezember machte sich das Eintreffen bedeutender russischer Verstärkungen fühlbar. Namentlich der linke Flügel der Gruppe Roth hatte schwer zu ringen, sogar Gegenstöße abzuwehren, während die Deutschen am rechten Flügel, wenn auch oft zum Kampf mit Bajonett und Kolben gezwungen, rascher vorwärtskam. Am Abend stand das Eintreffen frischer Kräfte der russischen 8. Armee Brussilow bei Neusandez außer Zweifel. Die öst.-ung. Kavallerie–Gruppe, jetzt unter Führung von Generalmajor Graf Bissingen – mit der 11. Honved-Kavallerie-Division (Nagy), und die von Nowytarg vorgerückte 10. Kavalleriedivision (Generalmajor Graf Herberstein) sowie die gemischte Gruppe des Obersten Weiß wurden zum Rückzug gezwungen. Trotzdem setzte FML Roth seinen Flankenstoß nach Norden fort, der schließlich seinem linken Flügel – 8. Division und Gruppe Ljubičić zum vollen Erfolg führte. Die Russen wichen hinter die Stradomka zurück. Dagegen warf jetzt General Dimitriew alle erlangbaren Verstärkungen dem feindlichen rechten Flügel entgegen, griff diesen auch an der Flanke an, so dass neue schwere Kämpfe entbrannten, welche die Deutschen und die Tiroler Infanteriedivision nur schrittweise Raum gewinnen ließen. FML Roth benutzte die durch Einschwenken seines linken Flügels und der Gruppe Ljubičić eingetretene Frontverkürzung, um dort überzählige Truppen zur Verstärkung des rechten Flügels einzusetzen.
Ab 6. Dezember erreichte Roth bei Lapanow einen Geländegewinn, doch ergab sich am Abend des letzteren Tages, dass die Russen in ihren neuen Stellungen jetzt erst den eigentlichen Entscheidungskampf aufzunehmen gedachten. Gleichzeitig wurde das Anrücken des russischen VIII. Korps von Neusandez auf Limanowa gemeldet, wo die 10. Kavallerie-Division und vier Landsturmbataillone unter Graf Herberstein inzwischen Befestigungen aufgeworfen hatten, um den gefährlichen Stoß bei Kanina nach Möglichkeit aufzuhalten. Das k.u k. Armee-Oberkommando in Teschen warf das VI. AK des Feldmarschallleutnant Arz von Straußenburg mit der eben über Krakau herangeführten 39. (FML. Hadfy) und 45. Division (Generalmajor Smekal) rasch gegen das russische VIII. Korps nach Limanowa-Kanina, wo sich Generalmajor Herbersteins tapfere Kavallerie bis zum Einlangen der Verstärkung heldenmütig verteidigte.
Am 8. Dezember erhielt am Karpatenkamm auch die 3. Armee Boroević den Angriffsbefehl zum Vorstoß über die Karpaten nach Nord mit dem gleichzeitigen Ziel, die belagerte Festung Przemysl zu entsetzen. Planmäßig hatte ihr linker Flügel – die 38. Honved-Division des Feldmarschallleutnant Alexander Szurmay rasch und rücksichtslos über Neusandez in Flanke und Rücken der bei Neusandez durchgebrochenen vordringenden Russen zu stoßen und die abgebrochene Verbindung mit dem rechten Flügel der 4. Armee wiederherzustellen. Gleichzeitig ging die k.u.k. 35. Division und 6. Division (Generalmajor Gelb von Siegestern) gegen die Linie Krynica-Grybów vor. Das russische VII. Korps (General Eck) bedrängte seinerseits das k.u.k. IX. AK (10. und 26. Division) im Csergögebirge und im Topolytal. Das k.u.k. III. Korps (Gen. der Inf. von Colerus) eröffnete darauf mit der 6. Division, der 22. Division (Generalmajor Schmidt von Fussina) und der 28. Division (Generalmajor Hinke) den Angriff im Raum Tylicz – Bartfeld gegenüber dem russischen XII. Korps (General Lesch). Die Gruppe des FML Karg verteidigte den Uschok-Pass weiterhin gegen Angriffe der russischen 65. Reserve-Division. Die am Dukla-Pass sichernde Gruppe Krautwald und das k.u.k. VII. Korps (Erzherzog Joseph) wurde gegen die Linie Tylawa – Jaśliska angesetzt.
Am 9. Dezember scheiterten die weiteren Angriffe der Korpsgruppe Roth gegen das jetzt eingreifende russische X. Korps bei Bochnia erfolglos, trotzdem hatte der österreichische Flankenstoß seinen Höhepunkt erreicht. Am Südflügel übernahm FML. Arthur Arz von Straußenburg mit dem Generalkommando VI. die Führung. Der starke Druck des russischen 21. Korps auf die Ostflanke der deutschen 47. Reserve-Division (Besser) hatte dazu genötigt, die vordere Division des VI. Korps (FML Arz), die 45. Schützen-Division, (FML Smekal), sowie die 13. Schützen-Division an die Ostflanke umzugruppieren, während die 39. Honved-Infanteriedivision (FML Hadfy), die Verteidiger von Limanowa, nach Süden zur Hilfe eilte. Die 13. Schützendivision eroberte die Kobila-Höhe, die 30. Division kämpfte an der Leszczyna und die 15. Division (Schenck) eroberte Zokrow. Weiter südlich stand das russische 8. Korps mit seiner 13. Infanterie-Division im neuerlichen Angriff auf Neusandez.

## Die Krise
Die an der Ostflanke erzielten Fortschritte wurden am 10. Dezember von den Russen im Gegenangriff wettgemacht. Das Eingreifen der russischen 48. Division (General Lawr Kornilow) des 24. Korps (General Zurikow), welches über Gorlice heraneilte, brachte die Verteidiger von Limanowa wieder in schwere Bedrängnis. Der linke Flügel der Front der Angriffsgruppe Roth war von einem mächtigen Durchbruchsversuch, an dem 120.000 Mann der russischen 3. Armee teilnahmen, völlig in Abwehr gedrängt und musste sich hinter die Stradomka retten, nur das zähe Ausharren der 47. Reserve-Division bewahrte Roth vor dem völligen Zusammenbruch. Eilends musste die von der k.u.k. 1. Armee kommende 15. Division (FML von Schenk) als Verstärkung dem Südflügel der k.u.k. 4. Armee zugeführt werden und wurde zwischen dem k.u.k. XVII. und XI. Korps bei Gdow eingeschoben. Die ganze südlich folgende Angriffsfront sah sich wieder in Verteidigung geworfen, nur am Südflügel bei Limanowa sollte die eben eintreffende Brigade Molnar der 39. Honved-Infanteriedivision (FML Hadfy) den Feind jetzt umfassend angreifen. Die Schlachtenentscheidung wurde vom Eingreifen der 3. Armee (Boroević) erhofft, deren Westflügel unter FML Szurmay (38. Honved-Division und Kombinierte Division des Generalmajor Kornhaber), sich bereits in glücklichen Kämpfen mit der russischen 15. Infanterie – Division (8. Korps) Neusandez vom Südosten her näherte.
Am 11. Dezember konnte das k.u.k. IX. Korps (FML Rudolf Kralićek) endlich den Druck des russischen 7. Korps brechen und mit der 10. Division (FML Theodor Hordt) und der 26. Division auf Gorlice durchbrechen. Die Krise der Armee-Gruppe Roth am Nordflügel bei Lapanow wurde dadurch überwunden. Das russische 21. Korps brach vor der dortigen Front seinen Angriff bei Muchowka ab und musste sofort zur Deckung der Rückzugslinie südwärts auf Gorlice umgruppieren. Das am weitesten eingebrochene russische 8. Korps wurde in seinem Rücken bei Limanowa durch den österreichischen Gegenangriff über Neusandez völlig überrascht. Um der eigenen Abschneidung zu entgehen, musste General Dragomirow jetzt schnell zurückgehen.
General Brussilow musste am 12. Dezember seine bedrohte 48. Division sofort auf Gorlice zurückziehen und ermöglichte dadurch den erfolgreichen Durchbruch der 38. HID. nach Norden auf Neusandez, wo an der Dunajec-Brücke die Vereinigung mit der nach Süden stoßenden 39. HID. des FML Hadfy erfolgte. Die seit 25. November bestehende Frontlücke auf österreichischer Seite wurde dadurch erfolgreich geschlossen. Das k.u.k. III. Korps (Gen. der Inf. Emil Colerus von Geldern) eroberte mit der 22. Division (Schmidt von Fusina) Zmigrod und näherte sich der in Jakobkowice einlangenden 45. Division der Nordgruppe.
General Radko Dimitriew erneuerte seine Angriffe auf die 13. Schützendivision auf der Kobila-Höhe, um den Rückzug seines Zentrum über den Dunajec auf Grybów zu decken. Die 47. Reserve-Division stieß östlich Rajbrot nach, wo das russische 21. Korps mit der 33. Division die Straße nach Zakliczyn für den eigenen Rückzug eisern verteidigte.
Am 14. Dezember erkämpfte sich das russische 8. Korps über Gorlice den Rückzug in das Becken von Jaslo und Krosno. Der Nordflügel der russischen 3. Armee, das 11. Korps, räumte am Abend die Front bei Niepołomice und ging über Bochnia auf Tarnów zurück. Im Zentrum ging das 10. Korps (General Protopopow) vor Lapanow zurück. Der Sieg der Armeegruppe Roth war damit entschieden. Die österreichische 3. Armee erreichte bis 15. Dezember mit dem linken Flügel – IX. und III. Korps die Linie Ryglice und Brzostek, im Zentrum nahm das VII. Korps (Erzherzog Joseph) Krosno, der rechte Flügel stockte – die Gruppe des FML Joseph Krautwald von Annau stieß bei Lisko auf einen überlegenen Feind.

## Folgen
Bis zum 16. Dezember war die ganze Front der Russen in Polen und in Westgalizien im taktischen Zurückmarsch – die 9. Armee auf die Flusslinie Bzura – Rawka – obere Pilica – Nida und die 3. Armee auf den Dunajec – Tarnow – Sanok zurück. Die Russen sahen ihre Hauptverbindungslinie, die Eisenbahn Tarnow – Rzeszów – Jaroslau, und die aus der Reserve-Gruppe Seliwanow neu gebildete 11. Armee bedroht, die jetzt die Zernierung von Przemyśl übernahm. Aus der in die Abwehr fallenden Front in Polen und vom Dnjestr zogen die Russen aber geschickt Verstärkungen für ihre 3. und 8. Armee heran, verschärften den Widerstand aufs äußerste und gingen ab 20. Dezember mit der 8. Armee (Brussilow) wieder zum Gegenangriff über. Die österreichische 3. Armee, die nur auf weitem Umweg über Krakau Verstärkungen erhalten konnte, wurde von der Übermacht in der Schlacht bei Jaslo geworfen und wieder auf die Karpaten zurückgedrängt. Gleichzeitige Versuche der russischen 3. Armee, auch die alte Front zwischen der Dunajez und der Biała sowie bei Gorlice wiederherzustellen, konnten jedoch von der österreichischen 4. Armee abgewiesen werden.
Am 4. September 1916 erhielt der in der Zwischenzeit zum General der Infanterie beförderte und geadelte Josef Ritter von Roth in Anerkennung seiner Leistungen in dieser Schlacht das Prädikat „Limanowa-Lapanów“ verliehen.